# Forsen och Handbacken
Forsen och Handbacken är en bebyggelse söder om Dalälven i Gagnefs kommun, Mellan 2020 och 2023 klassade SCB bebyggelsen som en småort.